# Ben Harper
Benjamin Chase „Ben“ Harper (* 28. října 1969, Claremont, Kalifornie, USA) je americký kytarista, zpěvák a autor písní, dvojnásobný držitel hudební ceny Grammy. Specializuje se techniku tzv. slide kytary.
Na kytaru hraje už dětských let, kdy se na ní začal učit ve svém rodném kalifornském Claremontu. Svoji debutovou desku nahrál v roce 1994, jmenovala se Welcome to the Cruel World. Na začátku svojí kariéry vzbudil více pozornosti v Evropě než ve Spojených státech. Dříve než se stal všeobecné respektovaným ve své rodné zemi, byl hvězdou ve Francii, Nizozemí a Německu. Dokazuje to fakt, že byl hodně často zván na letní festivaly právě do těchto zemí. V roce 2003 ho francouzská verze časopisu Rolling Stone dokonce zvolila hudební osobností roku.
Harper se také účastní všemožných charitativních akcí. V říjnu 2004 se podílel na albu For the Lady, které bylo věnováno lidem v Barmě a Aun Schan Su Ťij – v té době uvězněné laureátce Nobelovy ceny míru. V roce 2007 přispěl svou coververzí písně Johna Lennona Beautiful Boy na charitativním CD Instant Karma: The Amnesty International Campaign to Save Darfur (které mělo upozornit na krizi v súdánském Darfúru).
Harper také objevil písničkáře Jacka Johnsona, jeho demo poslal svému producentovi J. P. Plunierovi, který také produkoval první Johnsonovu desku.

## Diskografie
| Rok  | Název alba                                      | Ocenění                        |
| 1992 | Pleasure and Pain                               |                                |
| 1994 | Welcome to the Cruel World                      |                                |
| 1995 | Fight for Your Mind                             | zlatá deska                    |
| 1997 | The Will to Live,                               | 89. místo v USA                |
| 1999 | Burn to Shine                                   | 67. místo v USA                |
| 2001 | Live From Mars                                  | zlatá deska, 70. místo v USA   |
| 2003 | Diamonds on the Inside                          | 2. místo v Rakousku, 19. v USA |
| 2004 | There Will Be a Light (s Blind Boys of Alabama) | 81. místo v USA                |
| 2005 | Live at the Apollo (s Blind Boys of Alabama)    | zlatá deska, 70. místo v USA   |
| 2006 | Both Sides of the Gun                           | 1. v Rakousku, 7. v USA        |
| 2007 | Lifeline                                        | 9. v USA, 6. v Evropě          |
| 2009 | White Lies for Dark Times                       | 9. v USA                       |
| 2011 | Give Till It's Gone                             | 15. v USA                      |
| 2013 | Get Up!                                         | 27. v USA                      |
| 2014 | Childhood Home                                  | 43. v USA                      |
| 2016 | Call It What It Is                              | 11. v USA                      |